# 大城第一分岐点
大城第一分岐点（だいじょうだいいちぶんきてん）は、かつて福岡県直方市中泉にあった、鉄道省（省鉄）伊田線の信号場（廃駅）である。1930年（昭和5年）4月1日に廃駅となった。

## 歴史
- 1900年（明治33年）9月9日：九州鉄道により開業[1]。
- 1907年（明治40年）7月1日：九州鉄道が国有化される[1]。
- 1930年（昭和5年）4月1日：廃止[1]。

## 隣の駅
鉄道省
伊田線（貨物支線）
中泉駅 - 大城第一分岐点 - （貨）藤棚駅
中泉駅 - 大城第一分岐点 - （貨）大城第二分岐点